# Lorenz Weinrich

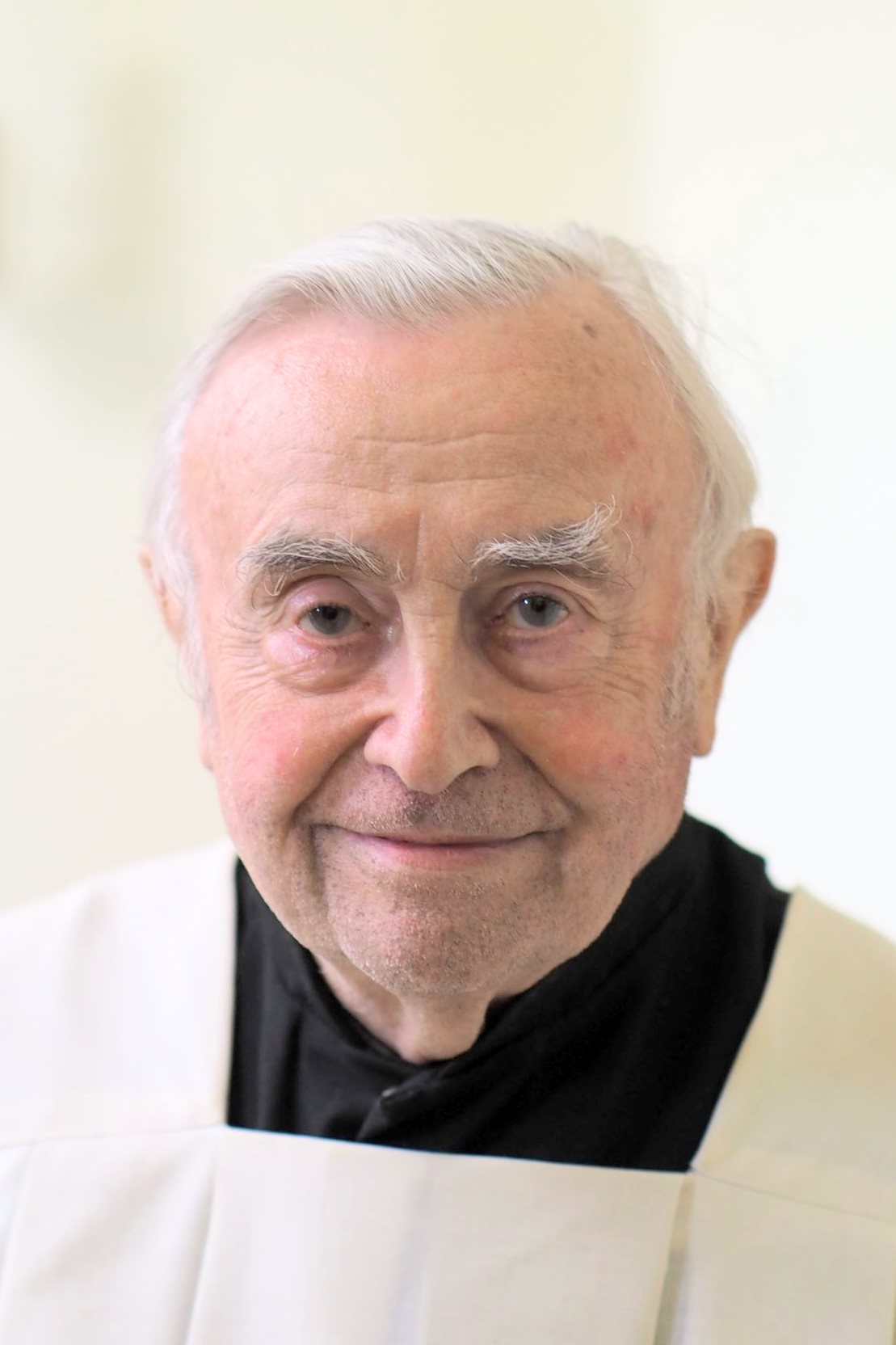
Lorenz Weinrich (Mai 2015)

Lorenz Hubert Weinrich (* 20. August 1929 in Salzwedel, Altmark) ist ein deutscher Historiker.

## Leben
Der Sohn des Schulleiters Alfons Maria Weinrich und seiner Ehefrau Margarete Weinrich (geborene Lawetzky) unterrichtete nach dem Abitur im Jahre 1948 als Aushilfe an der Schule in Salzwedel. Aus politischen Gründen wurde er nicht zum Studium in Leipzig zugelassen und studierte daraufhin an der Freien Universität Berlin ab deren Gründungssemester 1948/1949 die Fächer Geschichte und Klassische Philologie. Er wurde im August 1954 über Wala – Graf, Mönch und Rebell. Die Biografie eines Karolingers promoviert.
Weinrich unterrichtete an der Beethoven-Oberschule in Berlin-Lankwitz und nachfolgend an der Grundschule Unter den Kastanien in Berlin-Lichterfelde das Fach Religion. Im April 1954 wurde er Lehrer für Geschichte und Latein an der Beethoven-Oberschule. Im Zeitraum zwischen dem ersten Staatsexamen im Herbst 1955 und dem zweiten Staatsexamen im Winter 1957 unterrichtete er am Friedrich-Meinecke-Institut der Freien Universität Berlin im Fach Mittellatein.
Im April 1962 wechselte Lorenz Weinrich aus dem Schuldienst an das Friedrich-Meinecke-Institut der Freien Universität Berlin, an der er zunächst als Akademischer Rat tätig war. Hier widmete er sich unter anderem als Herausgeber der zweisprachigen Ausgabe Urkunden und erzählende Quellen zur deutschen Ostsiedlung der vergleichenden Landes- und Siedlungsgeschichte. Im Studienjahr 1967/1968 wirkte Weinrich als Gastprofessor für mittelalterliches Latein und Deutsch an der Universität von Chicago und habilitierte sich im Jahre 1971 an der Freien Universität Berlin im Fach Geschichte. In den Jahren 1973 und 1974 wirkte er als Dozent für Gregorianischen Choral und Deutschen Liturgiegesang an der Bischöflichen Kirchenmusikschule Berlin. Im Sommersemester 1980 lehrte er an der Universität des Saarlandes in Saarbrücken. In den Jahren 1987 bis 1989 wirkte er als Dekan des Fachbereichs Geschichte der Freien Universität Berlin.
1975 wurde Lorenz Weinrich in den Ritterorden vom Heiligen Grab zu Jerusalem investiert. Seit 1979 ist er Komtur des Ritterordens.
Seit 1977 gehörte Lorenz Weinrich als Vertreter der katholischen Kirche dem Vorstand der Gesellschaft für Christlich-Jüdische Zusammenarbeit in Berlin an, deren stellvertretender Vorsitzender er von 1979 bis 1980, und deren Vorsitzender er von 1980 bis 1992 war. Im Jahr 1986 wurde Lorenz Weinrich in den Vorstand des Deutschen Koordinierungsrates der Gesellschaften für Christlich-Jüdische Zusammenarbeit gewählt und war von 1987 an dessen Vorsitzender. In dieser Eigenschaft überreichte er 1989 in Bonn die Buber-Rosenzweig-Medaille des Koordinierungsrates für christlich-jüdische Verständigung und Zusammenarbeit an Yehudi Menuhin.
Lorenz Weinrich war von 1952 bis 2002 Leiter der Choralschola in der katholischen Pfarrgemeinde Mater Dolorosa in Berlin-Lankwitz. Er war jahrzehntelang erst Mitglied des Pfarrgemeinderates und dann bis 2007 Mitglied des Kirchenvorstandes der Pfarrgemeinde und in dieser Eigenschaft Mitgründer der Stiftung Mater Dolorosa Berlin-Lankwitz. Ferner war er Vorsitzender und ist Ehrenvorsitzender des Vereins der Freunde der Pfarrei Mater Dolorosa e. V.
2013 wurde er zum Komtur des Silvesterordens mit Stern ernannt.
Lorenz Weinrich ist seit 1962 verheiratet und hat drei Kinder.

## Schriften (Auswahl)
Monografien
- Wala – Graf, Mönch und Rebell. Lübeck und Hamburg 1963 (= Karolingische Studien. Heft 386).
- Das ungarische Paulinerkloster Santo Stefano Rotondo in Rom (1404–1579) (= Berliner Historische Studien. Band 12, Ordensstudien), Duncker und Humblot, Berlin 1998, ISBN 3-428-09334-8.

Herausgeberschaften und Übersetzungen
- zusammen mit Herbert Helbig: Urkunden und erzählende Quellen zur deutschen Ostsiedlung im Mittelalter. Darmstadt 1968.
- Quellen zur deutschen Verfassungs-, Wirtschafts- und Sozialgeschichte bis 1250 (= Ausgewählte Quellen zur deutschen Geschichte des Mittelalters. Freiherr-vom-Stein-Gedächtnisausgabe. Band 32). Wissenschaftliche Buchgesellschaft, Darmstadt 1977, ISBN 3-534-01958-X.
- Toleranz und Brüderlichkeit. 30 Jahre Gesellschaft für Christlich-Jüdische Zusammenarbeit in Berlin. Gesellschaft für Christlich-Jüdische Zusammenarbeit, Berlin 1979.
- Quellen zur Verfassungsgeschichte des Römisch-Deutschen Reiches im Spätmittelalter (1250–1500) (= Ausgewählte Quellen zur deutschen Geschichte des Mittelalters. Freiherr-vom-Stein-Gedächtnisausgabe. Band 33), Darmstadt 1983, ISBN 3-534-06863-7.
- Pfarrkirche und Gemeinde Mater Dolorosa Berlin-Lankwitz 1912–1987, Berlin 1987.
- zusammen mit Jürgen Miethke: Quellen zur Kirchenreform im Zeitalter der großen Konzilien des 15. Jahrhunderts. Erster Teil: Die Konzilien von Pisa (1409) und Konstanz (1414–1418) (= Ausgewählte Quellen zur deutschen Geschichte des Mittelalters. Freiherr-vom-Stein-Gedächtnisausgabe. Band 38a). Darmstadt 1995.
- mit Kaspar Elm, Dieter R. Bauer, Elmar L. Kuhn und Gábor Sarbak (Hrsg.): Beiträge zur Geschichte des Paulinerordens (= Berliner Historische Studien. Band 32. Ordensstudien. Band XIV). Duncker & Humblot, Berlin 2000, ISBN 978-3-428-10036-1.
- Quellen zur Reichsreform im Spätmittelalter (= Ausgewählte Quellen zur deutschen Geschichte des Mittelalters. Freiherr-vom-Stein-Gedächtnisausgabe. Band 39). Wissenschaftliche Buchgesellschaft, Darmstadt 2001, ISBN 3-534-06877-7.
- Heiligenleben zur deutsch-slawischen Geschichte. Adalbert von Prag und Otto von Bamberg (= Ausgewählte Quellen zur deutschen Geschichte des Mittelalters. Freiherr-vom-Stein-Gedächtnisausgabe. Band 23). Wissenschaftliche Buchgesellschaft, Darmstadt 2005, ISBN 3-534-01422-7.

Aufsätze
- Laurentius-Verehrung in Ottonischer Zeit. In: Jahrbuch für die Geschichte Mittel- und Ostdeutschlands, Band 21, 1972.
- Der Slawenaufstand von 983 in der Darstellung des Bischofs Thietmar von Merseburg. In: Dieter Berg, Hans-Werner Goetz (Hrsg.): Historiographia Mediaevalis. Studien zur Geschichtsschreibung und Quellenkunde des Mittelalters. Festschrift für Franz-Josef Schmale zum 65. Geburtstag. Wissenschaftliche Buchgesellschaft, Darmstadt 1988, S. 77–87.